# M'Diq
M'Diq (arabiska: المضيق) är en stad i Marocko. Den ligger i prefekturen M'Diq-Fnideq och regionen Tanger-Tétouan-Al Hoceïma, 230 km nordost om huvudstaden Rabat. Antalet invånare var 56 227 vid folkräkningen 2014.